# South Wales Echo
South Wales Echo è un quotidiano britannico con sede a Cardiff. Fondato nel 1884, è attualmente di proprietà della Reach. La tiratura è di 6.026 copie.
Il giornale apparve per la prima volta nel 1884 e aveva la sua sede a Thomson House. Il giornale è pubblicato da Media Wales Ltd. (Western Mail & Echo Ltd.), che a sua volta appartiene al Reach (azienda) Group. Nel 2008 il giornale si è trasferito nella sua nuova sede in Six Park Street, proprio di fronte al Millennium Stadium.

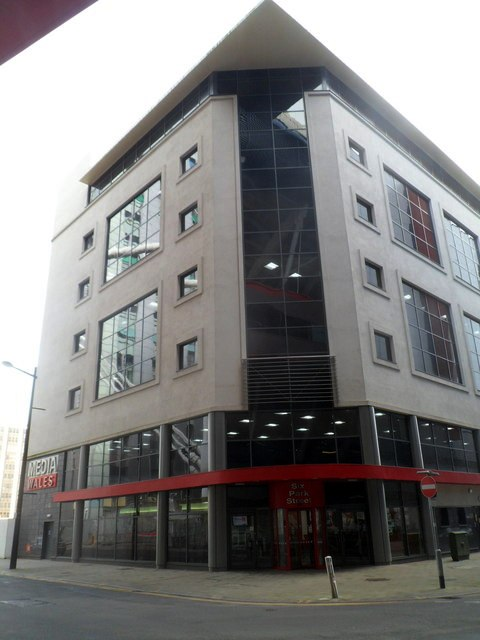
Media Wales, Cardiff